# 박두흥
박두흥(한국 한자: 朴斗興, 1964년 4월 1일 ~ )은 대한민국의 전 축구 선수이며, 포지션은 수비수였다.

## 참고 자료
- 과천고 박두흥 감독-황인혁-정해승-이건우 인터뷰
- 과천고 박두흥 감독' "우승컵의 주인공은 바로 선수들"